# Lustizza
Lustizza (in montenegrino Luštica/Луштица), è un centro abitato del Montenegro, compreso nel comune di Castelnuovo.

## Storia
Fu un comune della Provincia di Cattaro, suddivisione amministrativa del Governatorato della Dalmazia, dipendente dal Regno d'Italia dal 1941 al 1943.